# 张友鸾
张友鸾（1904年11月10日—1990年7月23日），字悠然，笔名悠悠、草厂、牛布衣等。祖籍安徽安庆。中國著名报人。1922年考入北京平民大学新闻系。在校期间曾为邵飘萍所办《京报》主编《文学周刊》。毕业后，于1925年受聘于《世界日报》，为总编辑。1926～1933年先后担任《国民晚报》社长、南京《民生报》和《新民报》总编辑。1934年自办《南京早报》。次年任上海《立报》总编辑。1936年，与张恨水合办《南京人报》，任副社长兼总编辑。抗日战争时期，担任重庆《新民报》主笔。抗日战争胜利后回南京，重新开办《南京人报》，不遗余力地呼吁和平、民主，反对内战、独裁。南京異幟后，继任《南京人报》总经理。1953年奉调北京人民文学出版社，担任古典文学编辑室主任，从事古典文学研究、整理及编著工作，参与了注释《水浒》、《红楼梦》和《三国演义》的工作。80年代中后期回南京定居，直至逝世。著有小说《白门秋柳记》、《秦淮粉墨图》等，编注有《史记选》、《不怕鬼的故事》等，与人合译有朝鲜名著《春香传》。在中国新闻史上享有高度声望和评价。

## 生平
著名报人张友鸾和张友鹤兄弟是河北献县人，他们的祖父曾在安徽的太平县担任知县，死在任上，他家便在当时的安徽省会安庆定居下来。他们兄弟俩都是在安庆出生的。
张友鸾生于1904年，其弟友鹤比他小三岁。他们的父亲张孝亮是安庆法政专门学校的国文教员，很重视对孩子的教育。从小就培养了他们读书的习惯，特别是友鸾喜欢博览群书，接受了很多新的知识。

### 求学经历
五四运动爆发时，15岁的友鸾就成了积极分子。第二年作为省立一中的学生代表参加了安庆学生联合会。1921年加入了社会主义青年团。
张友鹤的性格与哥哥的开朗、热情相反，他性格内向，寡言少语，喜好写作。读中学时就给上海的《申报》投稿，显现出驾驭文字的才华。后来，友鸾与友鹤分别考进北平的平民大学和中国大学就读。1924年张友鸾应老师邵飘萍聘用，在课余时间为邵飘萍的《京报》编辑《文学周刊》，从此开始了他的报人生涯。

### 涉足新闻业
1927年7月，兄弟俩回安庆探望父病时，因北伐战争，道路不通，无法回到北平，便留在南京。哥哥友鸾参与了《民生报》的创刊工作，弟弟友鹤也受聘在该报担任副刊编辑，同时兼任上海《时事新报》的驻南京记者。这两位兄弟很快就在南京报界打出名气，被称作“大先生”和“二先生”。
他们兄弟俩不久就独立门户，各自办报。1929年张友鸾协助弟弟张友鹤创办《南京晚报》。接着张友鸾接受陈铭德之邀参与南京创办《新民报》，担任总编辑。抗战时期，《新民报》和《南京晚报》都迁往重庆继续出版。1945年后又都迁回南京复刊。这两家报纸在当年都很有社会影响，因此张氏兄弟也成为报界的闻人。

### 《世界日报》时期
1925年秋，张友鸾还是北京平民大学的学生，此时的他，已经和同学办过一个颇具规模的文学社，还办过一个文学同仁刊物，在编辑方面具备了相当的才能。当时，张恨水是《世界日报》的总编辑，但他因为一些矛盾决定离开《世界日报》，并向社长成舍我提请辞职。
报纸没有总编辑，那还怎么办？于是在一位安徽老乡的推荐下，张友鸾被介绍给了成舍我。然而见面后，成舍我才发现，张友鸾只是个20出头的小伙子。成舍我虽然口中答应张友鸾接替张恨水，然而心中却不大放心，另一面仍旧大力挽留张恨水。张恨水终于答应不走了，于是仅到报社三天的张友鸾就被辞退了。年轻气盛的张友鸾，一气之下写了一封信给成舍我，说他“狐埋狐搰，反复无常”。这句话出自《国语·吴语》，意思是说，成舍我的这种做法，就跟多疑的狐狸一样，刚把东西埋下，又挖出来看看，疑虑太多，不能成事。
成舍我看到张友鸾的信后，不仅没有生气，反而大喜过望，说：“此人非用不可！”此时，主编《世界日报》社会版的陈大悲正好离开报社，于是张友鸾被聘为社会版编辑。一年后，张友鸾开始担任《世界日报》总编辑。
在《世界日报》工作期间，张友鸾经人引荐，结识了李大钊，并在李大钊支持下，接手了《国民晚报》。不久后，军阀枪杀进步人士，报纸处境艰难，报人转而南下。晚年回忆这段往事，张友鸾曾经不无遗憾地说：“大钊先生被害，《国民晚报》被封，我觉得回北京没有意义，便决定留在南方。我为自己立下了戒条：‘不做官，不入官报’，做一个‘超政治’的新闻记者，但这终究是个幻想。”

### 《民生报》时期
1934年5月，张友鸾担任《民生报》总编辑期间，刊发了一条新闻《行政院盖大楼，建筑商贿买政务处长彭学沛》，揭发汪精卫下属彭学沛接受建筑商贿赂，私盖别墅。新闻一发表，彭学沛就向法院控告《民生报》“妨害名誉”。当时不少人从中调停，希望《民生报》登一个更正启事，彭撤回诉讼。可是，因为事实俱在、证据确凿，《民生报》拒绝更正，于是便闹上了法庭。社长成舍我亲自出庭答辩，并把万言答辩书登在《民生报》上。彭学沛羞恼之下，找到汪精卫哭诉，汪精卫便施加政治压力，把《民生报》上刊登的一条海通社消息硬说是“泄露军机”，下令宪兵司令部派人到报社封门、抓人。见来者不善，张友鸾说：“我是总编辑，新闻有问题责任应该我负，我和你们去。”然而，宪警指名道姓要抓成舍我。结果，成舍我坐了四十天牢。
成舍我出狱后，为了表示自己的立场，“只要汪精卫一天在南京，《民生报》就一天不复刊。”
张友鸾刊发的那则新闻中所指的行政院大楼，就是今天位于长江路292号总统府东花园内的行政院南大楼。

### 《南京人报》时期
1936年，张恨水出资办《南京人报》，张友鸾担任总编辑。《南京人报》是一张四开小型报，因为内容生动有趣，贴近百姓，和当时流行的官办报纸完全不同，因而一经推出就很受市民喜爱，一开始就销量很大。
《南京人报》的办报主张，坚持了张友鸾为民办报的“超政治”主张。然而，1937年的七七事变，再次打破了张友鸾的新闻梦。就在七七事变后，《南京人报》编发了一条中央社的消息，标题做得十分醒目：《南京只剩一口兵》。这种明显的讽刺，让何应钦恼羞成怒，亲自下令封门抓人，报社两名记者先后被捕。在日军占领南京的前几天，《南京人报》被迫关闭。此后，张友鸾迁往西南，在重庆、成都等地继续办报。
抗战胜利后的1946年4月8日，《南京人报》在南京复刊。张友鸾主张民营报纸必须为老百姓讲话，要敢于讲真话，政治上要“公平”、“中立”，这种书生气的做法，让他吃了不少苦头，但是他一直坚持。《南京人报》复刊后，张友鸾曾为此和《救国日报》社长龚德柏之间有一场险恶的笔战。
为了对付《南京人报》的“超政治”和“中立”，龚德柏多次发表文章，称张友鸾是“共产党的尾巴”。当时有常例的新闻招待会，龚德柏照例开骂《南京人报》，然后一左一右掏出两只手枪往桌上一拍。面对龚德柏的嚣张，《南京人报》针锋相对，奋起自卫，他们查到龚德柏在抗战胜利后，以“少将参议”的身份接收了两家价值颇高的日本印刷厂，于是报社将这则丑闻捅出，龚德柏才安静了下来。

### 中華人民共和國时期
1952年，张友鸾主办的《南京人报》停办，不久后，张友鸾调往北京人民文学出版社工作，担任古典部小说组组长，实现了从新闻人到文学编辑的转变。
张先生进京后，详尽注释七十一回本《水浒》，对出版注释古典名著作了开创性的尝试。曾有过短暂的舒畅生活，和聂绀弩几位文友招邀共饮，举行“文酒之会”，谈古论今，吟诗唱和。风暴很快到来，1955年“反胡风”运动中聂绀弩蒙冤受审，接着社长冯雪峰也受到批判。张先生信任依靠的左联作家、老党员都倒下了，他虽然逃过这次劫难，但难逃1957年“反右”的厄运，因一篇《是蜜蜂不是苍蝇》的文章被划为右派。此即聂在诗中深表歉疚和自责的两句：“大错邀君朝北阙，半生无冕忽南冠”。张看诗后付之一笑说：“在劫难逃，与卿何干”。
从此，张先生过着“保命任教加白眼”（陈寅恪诗）、“低头进、低头出”、“夹着尾巴做人”的日子。十年浩劫中挨批判、被管制、罚扫街，熬过漫长的苦难岁月，终于盼到改革开放的新时期，已83岁高龄的张先生以衰病之身回到日夜思念的南京，在女儿家里定居，三年后去世。
张友鸾去世后，家人遵照他生前愿望，将其归葬牛首山，与其祖母、父母、妻子相伴。